# ماري إيلين كلارك
ماري إيلين كلارك (بالإنجليزية: Mary Ellen Clark)‏ هي متحدثة تحفيزية أمريكية، ولدت في 25 ديسمبر 1962 في بلدة أبينغتون ‏ في الولايات المتحدة.

## وصلات خارجية
- ماري إيلين كلارك على موقع الاتحاد الدولي للسباحة (الإنجليزية)
- ماري إيلين كلارك على موقع اللجنة الأولمبية الدولية (الإنجليزية)
- ماري إيلين كلارك على موقع أوليمبيديا (الإنجليزية)